# Oligosacharydy
Oligosacharydy – oligomery węglowodanowe, które zawierają od 2 do 10 monomerów, którymi są cukry proste (monosacharydy), np. glukoza, fruktoza, galaktoza. Najprostszymi oligosacharydami są dwucukry, z których najbardziej znanym jest sacharoza (zwana także cukrozą). Oligosacharydy składające się z 3 monomerów (trisacharydy): rafinoza i gencjanoza. Z czterech monomerów składa się stachioza. Wiązania pomiędzy poszczególnymi monomerami oligosacharydów to zazwyczaj wiązania O-glikozydowe. Mniejsze oligosacharydy związane z białkami (glikoproteiny) lub lipidami (glikolipidy), wchodzą w skład błon komórkowych. Oligosacharydy determinują na przykład grupy krwi AB0.